# Mambo on Broadway
Mambo on Broadway è un album di Tito Puente, pubblicato dalla RCA Victor nel 1957.
Il disco fu registrato l'8 febbraio, 8 marzo e 12 aprile del 1957 al Webster Hall Studio di New York.
Nel 2009 la RCA Records giapponese pubblicò l'album su CD contenente un totale di ventisette brani.

## Tracce
Lato A
1. Ran Kan Kan – 2:59 (Tito Puente)
2. Tuxedo Junction – 2:32 (Buddy Feyne, Erskine Hawkins, Julian Dash, William Johnson)
3. Donde estabes tu ? (Where Were You ?) – 3:12 (Ernesto Duarte Brito)
4. El baile del pinguino (Dance of the Penguin) – 2:40 (Ernesto Duarte Brito)
5. Swinging the Mambo – 3:15 (Milta Sanchez)
6. Lare Lare – 2:27 (Milta Sanchez)

Lato B
1. Cao Cao mani picao – 3:00 (José Carbo Menendez)
2. Tito timbero (Tito the drummer) – 3:04 (Ercilia Ortiz)
3. Picadillo (Hash) – 2:46 (Tito Puente)
4. Mi chiquita quiere guarancha (My Girl Wants to Go Dancing) – 2:44 (Andres Diaz)
5. Por tu amor (Everlasting Love)
6. Vibe Cha-Cha – 3:07 (Tito Puente)

## Musicisti
- Tito Puente - timbales, percussioni
- Vicentico Valdes - voce (brani : A3, A4, B1 & B4)
- Alan Fields - sassofono alto
- Gene Quill - sassofno alto
- Marty Holmes - sassofono tenore
- Joseph Grimaldi - sassofono baritono
- Edwin Caine - sassofono
- Jerry Sanfino - sassofono
- Doc Severinsen - tromba
- Vincent Frisaura - tromba
- Bernie Glow - tromba
- Gene Rapetti - tromba
- Mike Shain - tromba
- Nick Travis - tromba
- Anatole Lorraine - trombone
- Hale M. Road - trombone
- Morty Trautman - trombone
- Bob Ascher - trombone
- Eddie Bert - trombone
- Al Casamenti - chitarra
- Howard Collins - chitarra
- Barry Galbraith - chitarra
- Alvin Geller - pianoforte
- Robert Rodriguez - contrabbasso
- Jimmy Cobb - batteria
- Ted Sommer - batteria
- Willie Bobo - bongos
- Mongo Santamaría - congas